# Karl Nilsson (politiker)
Karl Johan Nilsson, född 11 december 1889 i Landskrona, död 6 augusti 1963 i Landskrona, var en svensk vaktmästare och riksdagspolitiker (socialdemokrat).
Nilsson var ledamot av riksdagens andra kammare 1937—1956, invald i Fyrstadskretsens valkrets. Han var också landstingsledamot från 1930.